# Vérines
Vérines är en kommun i departementet Charente-Maritime i regionen Nouvelle-Aquitaine i västra Frankrike. Kommunen ligger  i kantonen La Jarrie som ligger i arrondissementet La Rochelle. År 2022 hade Vérines 2 375 invånare.

## Befolkningsutveckling
Antalet invånare i kommunen Vérines
Referens:INSEE